# Theadora Van Runkle
Theadora Van Runkle (nombre de soltera Dorothy Schweppe; Pittsburgh, 27 de marzo de 1928 – Los Ángeles, 4 de noviembre de 2011) fue una diseñadora de vestuario de películas estadounidense.

## Vida personal
Nació el 27 de marzo de 1928 en Pittsburgh con el nombre de Dorothy Schweppe. Fue hija ilegítima de Courtney Bradstreet Schweppe y Eltsy Adair. A los 16 años, se casó con Robert Lorimer Van Runkle, del que adoptó el nombre y posteriormente con Bruce V. McBroom. Tuvo dos hjios de su primer matrimonio.
Inició su carrera en el mundo del cine diseñando el vestuario de películas protagonizadas por Faye Dunaway: Bonnie y Clyde (1967), El caso de Thomas Crown (1968) y El compromiso (1969). Trabajó con algunos de los mejores directores de la década del 1970 y 1980 como Bonnie y Clyde de Arthur Penn, Bullitt de Peter Yates, El compromiso de Elia Kazan, Los rateros de Mark Rydell, Johnny cogió su fusil de Dalton Trumbo, El Padrino II de Francis Ford Coppola, Nickelodeon de Peter Bogdanovich, New York, New York de Martin Scorsese, El cielo puede esperar de Warren Beatty y Buck Henry o S.O.B. de Blake Edwards.
Murió el 4 de noviembre de 2011 en su residencia de Los Ángeles a consecuencia de un cáncer de pulmón.

## Premios y distinciones
Premios Óscar
| Año  | Categoría       | Película          | Resultado |
| ---- | --------------- | ----------------- | --------- |
| 1968 | Mejor vestuario | Bonnie y Clyde    | Nominado  |
| 1975 | Mejor vestuario | El Padrino II     | Nominado  |
| 1987 | Mejor vestuario | Peggy Sue se casó | Nominado  |

Premi BAFTA
| Año  | Categoría       | Película           | Resultado |
| ---- | --------------- | ------------------ | --------- |
| 1977 | Mejor vestuario | New York, New York | Nominado  |

Premio Emmy
| Año  | Categoría                   | Trabajo              | Resultado |
| ---- | --------------------------- | -------------------- | --------- |
| 1983 | Mejor vestuario para series | Wizards and Warriors | Ganador   |